# Toaldo
Carlos Roberto Toaldo(Curitiba, 21 de junho de 1970)  é ex-voleibolista brasileiro que atuou em clubes nacionais e internacionais e também  defendeu a Seleção Brasileira de Voleibol Masculino em grandes conquistas internacionais, uma delas foi a medalha de  prata nos Jogos Pan-Americanos de 1991 e a primeira medalha de ouro  do país na Liga Mundial de Voleibol de 1993 cuja fase final fora em São Paulo-Brasil.

## Carreira
Toaldo inicia  em Curitiba sua trajetória no voleibol aos 17 anos por influencia  do seu amigo e primeiro  treinador André Rodacki no Colégio CEFET, inspirado pelo ex-levantador Paulo Roese,seu  ídolo no vôlei,  e com quem chegou a jogar em 1988 ao tentar a sorte na cidade de Chapecó. Profissionalmente no vôlei foi revelado pelo técnico Djalma Cardoso e integra  em 1989 o extinto clube Frigorífico Chapecó Esporte Clube  ,  dando início a sua promissora carreira no voleibol, cujo técnico se tratava de ninguém menos que Bebeto de Freitas.
Em 1989 serviu a seleção brasileira no Campeonato Sul-Americano de Voleibol Masculino de 1989, não disputou a competição, mas esteve no grupo que se preparava em busca de mas um título sul-americano.Toaldo, quando jogador, tinha a marca de 3,35m de alcance no ataque e 3,20m no bloqueio e foi convocado por Josenildo de Carvalho para seleção brasileira para disputar a segunda edição da Liga Mundial, jogando com a camisa#17, ao final da competição terminou na quinta posição Em agosto do mesmo ano recebeu convocação para disputar os Pan de Havana 1991 obtendo a medalha de prata.
Na edição posterior de 1992 esteve a serviço da seleção brasileira que  repetiu mesma colocação anterior.Na edição de 1993 desta competição, Toaldo fez parte da equipe que batalhou para interromper a sequência de três títulos da seleção italiana  e pela primeira vez a seleção brasileira conquistava  o ouro da Liga Mundial e na edição seguinte obteve a medalha de bronze Atuando em clubes nacionais foi campeão da edição da Superliga 95-06 pela equipe  Olympikus/Telesp.Toaldo foi convocado para seleção principal para disputar o Campeonato Mundial de 1994 sediado em Atenas-Grécia,  finalizando na quinta colocação.
Na temporada 1996-97 transfere-se para o voleibol japonês, onde defendeu a equipe Nippon Steel  na conquista da V.Premier League ao lado de Dentinho Em 1997 pela seleção brasileira conquistou a medalha de ouro no Sul-Americano de 1997.Na temporada  de 1998-99 disputa  a Superliga 98-99  pela equipe Ulbra/ Pepsi e conquista mais uma vez o título desta competição nacional.Aos  29 anos passou a defender  a equipe  Intelbras/São José para disputar a Liga Sul em 1999,sediada em Canoas Na  temporada 2000-01 atua pelo Palmeiras.
Na temporada 2002-03 tranfere-se para o voleibol espanhol, vestindo a  camisa 14 da equipe Numancia SORIA conseguiu se classificar com sua equipe entre clubes finalistas. Já na seguinte temporada é contratado pelo clube grego P.A.O.K. Thessaloniki V.C. para disputar a liga grega de voleibol masculino e copa europeia  e terminou na quarta colocação em 2004. Na jornada 2004-05 é transferido para voleibol italiano para defender o Teleunit Gioia Del Colle vestindo a camisa#14 e terminou na série A1 da liga italiana em décimo quarto lugar.
Defendeu também as cores do time capixaba  Álvares/Vitória para disputar a Superliga 06-07. Na temporada 2007-08 atua pelo clube mineiro Universo/Uptime/Olympico e termina na oitava colocação da superliga..
Toaldo  foi em curto espaço de tempo treinador no Qatar, mas a falta de compromisso dos jogadores, o fez largar tudo. Atualmente, trabalha no ramo da consultoria esportiva, já foi comentarista de jogos de voleibol no Bandsports, é um dos proprietários da Get Sports, empresa que montou boa parte do elenco da equipe Londrina/Sercomtel para a Superliga 2010-11.

## Clubes
| Clube                             | País    | De   | Até  |
| Frigorífico Chapecó Esporte Clube | Brasil  | 1989 | 1992 |
| Banespa                           | Brasil  | 1992 | 1994 |
| Olympikus/Telesp                  | Brasil  | 1995 | 1996 |
| Nippon Stell                      | Japão   | 1996 | 1997 |
| Ulbra/ Pepsi                      | Brasil  | 1998 | 1999 |
| São José /Intelbras               | Brasil  | 1999 | 2000 |
| Palmeiras                         | Brasil  | 2000 | 2001 |
| Suzano                            | Brasil  | 2001 | 2002 |
| Numancia SORIA                    | Espanha | 2002 | 2003 |
| P.A.O.K. Thessaloniki V.C.        | Grécia  | 2003 | 2004 |
| Teleunit Gioia Del Colle          | Itália  | 2004 | 2005 |
| Álvares Vitória/ Ingá             | Brasil  | 2006 | 2007 |
| Universo/Uptime/Olympico          | Brasil  | 2007 | 2008 |

## Títulos e resultados
- 1991- 5º lugar  da Liga Mundial (Milão,  Itália)[3]
- 1992- 5º Lugar da Liga Mundial (Gênova,  Itália)[5]
- 1994- 5º Lugar do Campeonato Mundial (Atenas,  Grécia)[8]
- 1995-96- Campeão da Superliga Brasileira
- 1996-97- Campeão  da V.Premier League[9]
- 1998-99- Campeão da Superliga Brasileira
- 2004-05-14º lugar da Liga A1 Italiana[16]